# Franz Boas
Franz Uri Boas, nemško-ameriški etnolog in antropolog, * 9. julij 1858, † 22. december 1942.
Franza Boasa imajo mnogi za očeta ameriške antropologije. 
Izviral je iz judovsko-nemške družine. Po študiju fizike in geografije na univerzah v Heidelbergu, Bonnu in Kielu, kjer je leta 1881 doktoriral iz fizike pod Karstenovim mentorstvom, je najprej leta 1896 postal predavatelj fizične (biološke) antropoogije, leta 1899 pa profesor antropologije na Univerzi Columbia. 
Boas je med drugim postal znan po svojem kulturnem relativizmu. Menil je, da je vsaka kultura relativna in jo je treba razumeti le v okviru nje same. Pomembne prispevke je dal na vseh štirih področjih antropologije: jezikoslovju, fizični antropologiji, arheologiji in kulturni antropologiji.